# STVラジオ・チャリティ・ミュージックソン
『STVラジオ・チャリティ・ミュージックソン』は、STVラジオで毎年12月24日から12月25日にわたって放送されるチャリティーラジオ番組。「ラジオ・チャリティ・ミュージックソン」の北海道ローカル版（企画ネット番組）。

## 概要
1975年からニッポン放送と九州朝日放送（KBCラジオ）と同時に開始した。
当初はニッポン放送同様に全編をオリジナル特別番組として放送していたが、2000年代に入ってからは各番組のリレー形式で放送し、ネット番組が多くなる深夜は一夜限りの特別番組を組んで朝までつないでいくことが増えた。

2006年以降は深夜は完全にネット番組へと切り替える一方、そのほかの時間帯は共通パーソナリティが全番組に出演していく形式をとることが多い。特に土曜・日曜にかかる場合、録音の通常番組を優先しそれ以外の時間帯に特別番組を編成することが多くなっている。
STVラジオでは『オールナイトニッポン ラジオ・チャリティ・ミュージックソン』のみを東京からネット受けする。平時で0時台は全国で唯一ニッポン放送からネット受けを行っているが、この枠は自社制作に切り替える。またミュージックソンのネットワークパートに「声の握手」もあるが、毎時50分ごろにSTVニュースを通常通り組み込むなどの編成事情もあり全編放送することは極稀でSTVパートの前後のみの放送にとどまるか、裏送りで対応することがほとんどである。
このSTVラジオの独自の取り組みとして、北海道コカ・コーラボトリングとの協力で、“音の出る信号機”寄付型の自動販売機が設置されることになり、その第1号機が2025年5月28日にSTVラジオの社内に設置されることになった。これは、2025年12月24日の『STVラジオ・チャリティ・ミュージックソン2025』の1日目の放送の中で、コカ・コーラが運営している公式アプリであるCoke Onを紹介した際に、STVラジオにおけるラジオ・チャリティ・ミュージックソンが50回目を記念して、この“音の出る信号機”寄付型の自動販売機の設置が発表されたもの。